# Ashley Kratzer
Ashley Kratzer (ur. 8 lutego 1999 w Newport Beach) – amerykańska tenisistka.

## Kariera tenisowa
Dotychczas nie zwyciężyła w żadnym turnieju rangi ITF. 27 sierpnia 2018 roku zajmowała najwyższe miejsce w rankingu singlowym WTA Tour – 200. pozycję, natomiast 11 czerwca 2018 osiągnęła najwyższą pozycję w rankingu deblowym – 317. miejsce.
W 2017 roku tenisistka wygrała National Girls’ Championships, zawody amerykańskiej federacji tenisowej USTA, zapewniając sobie tym samym udział w głównej drabince turnieju wielkoszlemowego US Open.
W 2020 roku została zdyskwalifikowana na cztery lata za stosowanie dopingu.